# Mount Morris, Illinois
Mount Morris là một làng thuộc quận Ogle, tiểu bang Illinois, Hoa Kỳ. Năm 2010, dân số của làng này là 2998 người.

## Dân số
Dân số qua các năm:
- Năm 2000: 3013 người.
- Năm 2010: 2998 người.